# Campionati svizzeri di ski cross 2021
I Campionati svizzeri di ski cross 2021 si sono svolti a Lenk il 6 marzo. Il programma ha incluso sia la gara femminile che la gara maschile. 
Trattandosi di competizioni valide anche ai fini del punteggio FIS, vi hanno partecipato anche sciatori di altre federazioni, senza che questo consentisse loro di concorrere al titolo nazionale svedese.

## Risultati

### Uomini
| Pos. | Atleta      | Nazione  |
| ---- | ----------- | -------- |
| 1    | Tobias Baur | Svizzera |
| 2    | Ryan Regez  | Svizzera |
| 3    | Alex Fiva   | Svizzera |
| 4    | Joos Berry  | Svizzera |

### Donne
| Pos. | Atleta              | Nazione  |
| ---- | ------------------- | -------- |
| 1    | Sixtine Cousin      | Svizzera |
| 2    | Johanna Holzmann    | Germania |
| 3    | Veronika Redder     | Germania |
| 4    | Hannah Thissen      | Germania |
| 5    | Helena Dickel       | Germania |
| 6    | Ramona Giger        | Svizzera |
| 7    | Sarah Lena Hartmann | Svizzera |